# Comuna de Wyszki
Wyszki (polaco: Gmina Wyszki) é uma gminy (comuna) na Polónia, na voivodia de Podláquia e no condado de Bielsk. A sede do condado é a cidade de Wyszki.
De acordo com os censos de 2004, a comuna tem 5062 habitantes, com uma densidade 24,5 hab/km².

## Área
Estende-se por uma área de 206,5 km², incluindo:
- área agrícola: 71%
- área florestal: 22%

## Demografia
Dados de 30 de Junho 2004:
|                      | Total   | Total | Mulheres | Mulheres | Homens  | Homens |
| -------------------- | ------- | ----- | -------- | -------- | ------- | ------ |
|                      | pessoas | %     | pessoas  | %        | pessoas | %      |
| População            | 5062    | 100   | 2501     | 49,4     | 2561    | 50,6   |
| Densidade (pop./km²) | 24,5    | 100   | 12,1     | 12,1     | 12,4    | 12,4   |

De acordo com dados de 2002, o rendimento médio per capita ascendia a 1501,69 zł.

## Comunas vizinhas
- Bielsk Podlaski, Brańsk, Juchnowiec Kościelny, Poświętne, Suraż